# Troglohyphantes jeanneli
Troglohyphantes jeanneli là một loài nhện trong họ Linyphiidae.
Loài này thuộc chi Troglohyphantes. Troglohyphantes jeanneli được miêu tả năm 1970 bởi Dumitrescu & Georgescu.